# Irish League 1910/1911
Dvacátý první ročník Irish League (1. irské fotbalové ligy) se konal za účasti osmy klubů. Titul získal pojedenácté ve své klubové historii Linfield FC, který vyhrál dodatečné utkání Glentoran FC 3:2.